# Ihor Borysyk
Ihor Viktorovytsj Borysyk (Oekraïens: Ігор Вікторович Борисик) (Simferopol (Krimrepubliek), 2 juni 1984) is een Oekraïense zwemmer. Hij vertegenwoordigde zijn vaderland op de Olympische Zomerspelen 2008 in Peking en op de Olympische Zomerspelen 2012 in Londen.

## Carrière
Bij zijn internationale debuut, op de wereldkampioenschappen kortebaanzwemmen 2002 in Moskou, werd Borysyk uitgeschakeld in de series van de 50 en de 100 meter schoolslag.
Tijdens de Europese kampioenschappen zwemmen 2004 in Madrid strandde de Oekraïner in de halve finales van de 200 meter schoolslag. Op de Europese kampioenschappen kortebaanzwemmen 2004 in de Oostenrijkse hoofdstad Wenen veroverde Borysyk de bronzen medaille op de 100 meter schoolslag, op de 200 meter schoolslag eindigde hij als vijfde en op de 50 meter schoolslag werd hij uitgeschakeld in de halve finales.

### 2005-2008
Tijdens de wereldkampioenschappen zwemmen 2005 in Montreal strandde de Oekraïner in de halve finales van de 200 meter schoolslag. In Triëst, Italië nam Borysyk deel aan de Europese kampioenschappen kortebaanzwemmen 2005, op dit toernooi eindigde hij als vierde op de 200 meter schoolslag en werd hij uitgeschakeld in de series van de 50 en de 100 meter schoolslag.
Op de wereldkampioenschappen kortebaanzwemmen 2006 in Shanghai strandde de Oekraïner in de series van de 200 meter schoolslag. Tijdens de Europese kampioenschappen zwemmen 2006 in Boedapest werd Borysyk uitgeschakeld in de halve finales van de 200 meter schoolslag en in de series van de 50 en de 100 meter schoolslag. Op de Europese kampioenschappen kortebaanzwemmen 2006 in Helsinki strandde de Oekraïner in de halve finales van de 50 meter schoolslag en in de series van de 100 en de 200 meter schoolslag.
Op de wereldkampioenschappen zwemmen 2007 in Melbourne werd Borysyk uitgeschakeld in de halve finales van de 200 meter schoolslag. In Debrecen nam de Oekraïner deel aan de Europese kampioenschappen kortebaanzwemmen 2007, op dit toernooi veroverde hij de Europese titel op de 100 meter schoolslag en strandde hij in de halve finales van de 50 meter schoolslag.
Tijdens de Europese kampioenschappen zwemmen 2008 in Eindhoven eindigde Borysyk als vijfde op de 100 meter schoolslag en als zevende op de 50 meter schoolslag, op de 200 meter schoolslag werd hij in de halve finales uitgeschakeld. Op de wereldkampioenschappen kortebaanzwemmen 2008 in Manchester veroverde de Oekraïner de wereldtitel op de 100 meter schoolslag en de zilveren medaille op de 200 meter schoolslag, op de 50 meter schoolslag strandde hij in de halve finales. Tijdens de Olympische Zomerspelen van 2008 in Peking eindigde Borysyk als zevende op de 100 meter schoolslag en werd hij uitgeschakeld in de halve finales van de 200 meter schoolslag. Op de Europese kampioenschappen kortebaanzwemmen 2008 in Rijeka prolongeerde de Oekraïner zijn Europese titel op de 100 meter schoolslag, op de 200 meter schoolslag sleepte hij de bronzen medaille in de wacht en op de 50 meter schoolslag eindigde hij als vijfde.

### 2009-heden
In Rome nam Borysyk deel aan de wereldkampioenschappen zwemmen 2009. Op dit toernooi eindigde hij als vijfde op de 100 meter schoolslag, daarnaast strandde hij in de halve finales van de 200 meter schoolslag en in de series van de 50 meter schoolslag. Samen met Andrij Kovbasa, Denys Doebrov en Andrij Hovorov werd hij uitgeschakeld in de series van de 4x100 meter wisselslag. Tijdens de Europese kampioenschappen kortebaanzwemmen 2009 in Istanboel veroverde de Oekraïner de bronzen medaille op de 100 meter schoolslag, daarnaast eindigde hij als zesde op de 200 meter schoolslag en strandde hij in de series van de 50 meter schoolslag.
Op de Europese kampioenschappen zwemmen 2010 in Boedapest eindigde Borysyk als achtste op de 100 meter schoolslag. In Eindhoven nam de Oekraïner deel aan de Europese kampioenschappen kortebaanzwemmen 2010. Op dit toernooi eindigde hij als vierde op de 100 meter schoolslag, daarnaast werd hij gediskwalificeerd in de finale van de 200 meter schoolslag. Tijdens de wereldkampioenschappen kortebaanzwemmen 2010 in Dubai werd Borysyk uitgeschakeld in de series van zowel de 100 als de 200 meter schoolslag.
In Shanghai nam Borysyk deel aan de wereldkampioenschappen zwemmen 2011, op dit toernooi strandde hij in de series van de 100 en de 200 meter schoolslag.
Op de Europese kampioenschappen kortebaanzwemmen 2012 in Debrecen eindigde de Oekraïner als zesde op de 200 meter schoolslag, daarnaast werd hij uitgeschakeld in de halve finales van de 100 meter schoolslag en in de series van de 50 meter schoolslag. Tijdens de Olympische Zomerspelen van 2012 in Londen strandde Borysyk in de series van de 200 meter schoolslag. In Chartres nam de Oekraïner deel aan de Europese kampioenschappen kortebaanzwemmen 2012. Op dit toernooi sleepte hij de zilveren medaille in de wacht op de 200 meter schoolslag, daarnaast werd hij uitgeschakeld in de halve finales van de 100 meter schoolslag en in de series van de 50 meter schoolslag. Op de wereldkampioenschappen kortebaanzwemmen 2012 in Istanboel strandde Borysyk in de halve finales van de 100 meter schoolslag en in de series van zowel de 50 als de 200 meter schoolslag.

## Internationale toernooien
| Jaar | Olympische Spelen                      | WK langebaan                                                                    | WK kortebaan                                              | EK langebaan                                                                                               | EK kortebaan                                               |
| ---- | -------------------------------------- | ------------------------------------------------------------------------------- | --------------------------------------------------------- | --- | ---------------------------------------------------------- |
| 2002 |                                        |                                                                                 | 35e 50m schoolslag 40e 100m schoolslag                    | geen deelname                                                                                              | geen deelname                                              |
| 2003 |                                        | geen deelname                                                                   |                                                           | | geen deelname                                              |
| 2004 | geen deelname                          |                                                                                 | geen deelname                                             | 12e 200m schoolslag                                                                                        | 11e 50m schoolslag · 100m schoolslag · 5e 200m schoolslag  |
| 2005 |                                        | 14e 200m schoolslag                                                             |                                                           | | 17e 50m schoolslag 17e 100m schoolslag 4e 200m schoolslag  |
| 2006 |                                        |                                                                                 | 14e 200m schoolslag                                       | 19e 50m schoolslag 18e 100m schoolslag 13e 200m schoolslag                                                 | 10e 50m schoolslag 18e 100m schoolslag 9e 200m schoolslag  |
| 2007 |                                        | 13e 200m schoolslag                                                             |                                                           | | 9e 50m schoolslag · 100m schoolslag · DQ 200m schoolslag   |
| 2008 | 7e 100m schoolslag 14e 200m schoolslag |                                                                                 | 12e 50m schoolslag · 100m schoolslag · 200m schoolslag    | 7e 50m schoolslag 5e 100m schoolslag 10e 200m schoolslag 6e 4x100m wisselslag Borysyk zwom enkel de series | 5e 50m schoolslag · 100m schoolslag · 200m schoolslag      |
| 2009 |                                        | 18e 50m schoolslag 5e 100m schoolslag 16e 200m schoolslag 19e 4x100m wisselslag |                                                           | | 12e 50m schoolslag · 100m schoolslag · 6e 200m schoolslag  |
| 2010 |                                        |                                                                                 | 19e 100m schoolslag 14e 200m schoolslag                   | 8e 100m schoolslag                                                                                         | serie 50m schoolslag 4e 100m schoolslag DQ 200m schoolslag |
| 2011 |                                        | 20e 100m schoolslag 19e 200m schoolslag                                         |                                                           | | geen deelname                                              |
| 2012 | 22e 200m schoolslag                    |                                                                                 | 31e 50m schoolslag 10e 100m schoolslag 9e 200m schoolslag | 35e 50m schoolslag 9e 100m schoolslag 6e 200m schoolslag                                                   | 22e 50m schoolslag · 9e 100m schoolslag · 200m schoolslag  |

## Persoonlijke records
Bijgewerkt tot en met 11 december 2009
Kortebaan
| Afstand         | Tijd    | Datum            | Plaats    |
| --------------- | ------- | ---------------- | --------- |
| 050m schoolslag | 26,68   | 13 december 2008 | Rijeka    |
| 100m schoolslag | 56,97   | 11 december 2009 | Istanboel |
| 200m schoolslag | 2.03,93 | 10 november 2009 | Stockholm |

Langebaan
| Afstand         | Tijd    | Datum        | Plaats   |
| --------------- | ------- | ------------ | -------- |
| 050m schoolslag | 27,40   | 9 juli 2009  | Belgrado |
| 100m schoolslag | 58,67   | 13 juni 2009 | Charkov  |
| 200m schoolslag | 2.08,73 | 8 juli 2009  | Belgrado |